# Ermita de la Piedad (Villademor de la Vega)
La ermita de la Piedad es un templo católico situado a las afueras de la villa de Villademor de la Vega, construido originalmente para albergar la talla de la Virgen de la Piedad, patrona de la villa, aunque en la actualidad se encuentra en su interior ocasionalmente, estando la mayor parte del tiempo por motivos de seguridad en la iglesia parroquial ubicada dentro del casco urbano.
La ermita, con su aspecto actual, fue construida entre 1690 y 1700, siendo reformada y ampliada posteriormente, en 1759. Existe documentación que atestigua la existencia de una edificación anterior ubicada en el mismo lugar. El templo, dispuesto en dirección oeste-este aunque ligeramente desorientado hacia el este-sureste, tiene una sola nave construida con tapia real con esquinas de ladrillo y dispone de soportales en las fachadas laterales con columnas de madera apoyadas en basas de piedra. La zona posterior es de ladrillo con ventanas enmarcadas en piedra y en su cabecera hay una torre de planta cuadrada de ladrillo con campanario con una cubierta a cuatro aguas rematada por un chapitel con veleta y cruz. La puerta de entrada principal tiene un arco carpanel de ladrillo y está protegida por un pórtico a tres aguas que se eleva sobre el soportal y que se apoya en unas zapatas de madera finamente talladas en forma de estrías. El suelo del pórtico está formado por un enchinarrado de formas geométricas de cantos y tabas. En el interior, un sencillo artesonado de madera sin adornos cubre la única nave. La capilla se alza sobre la nave y está cubierta por una cúpula de yeso con pechinas que tienen pintados personajes bíblicos y cuya clave es un medallón policromado en el que hay una representación de la Virgen de la Piedad. El retablo de la capilla tiene la hornacina central transparente para recibir la luz que llega desde el camarín y en ese lugar se coloca la talla de la Virgen de la Piedad cuando se encuentra en la ermita. El camarín, al que se accede a través de dos puertas situadas en el retablo de la capilla, pertenece a la parte ampliada en 1759 y está cubierto por una cúpula barroca de yeso con nervios que imitan columnas de orden corintio y que está ricamente decorada con pinturas de adornos florales y figuras de ángeles. La estancia recibe una gran iluminación del exterior por las ventanas enmarcadas en piedra. La última restauración de la ermita data de 2010.

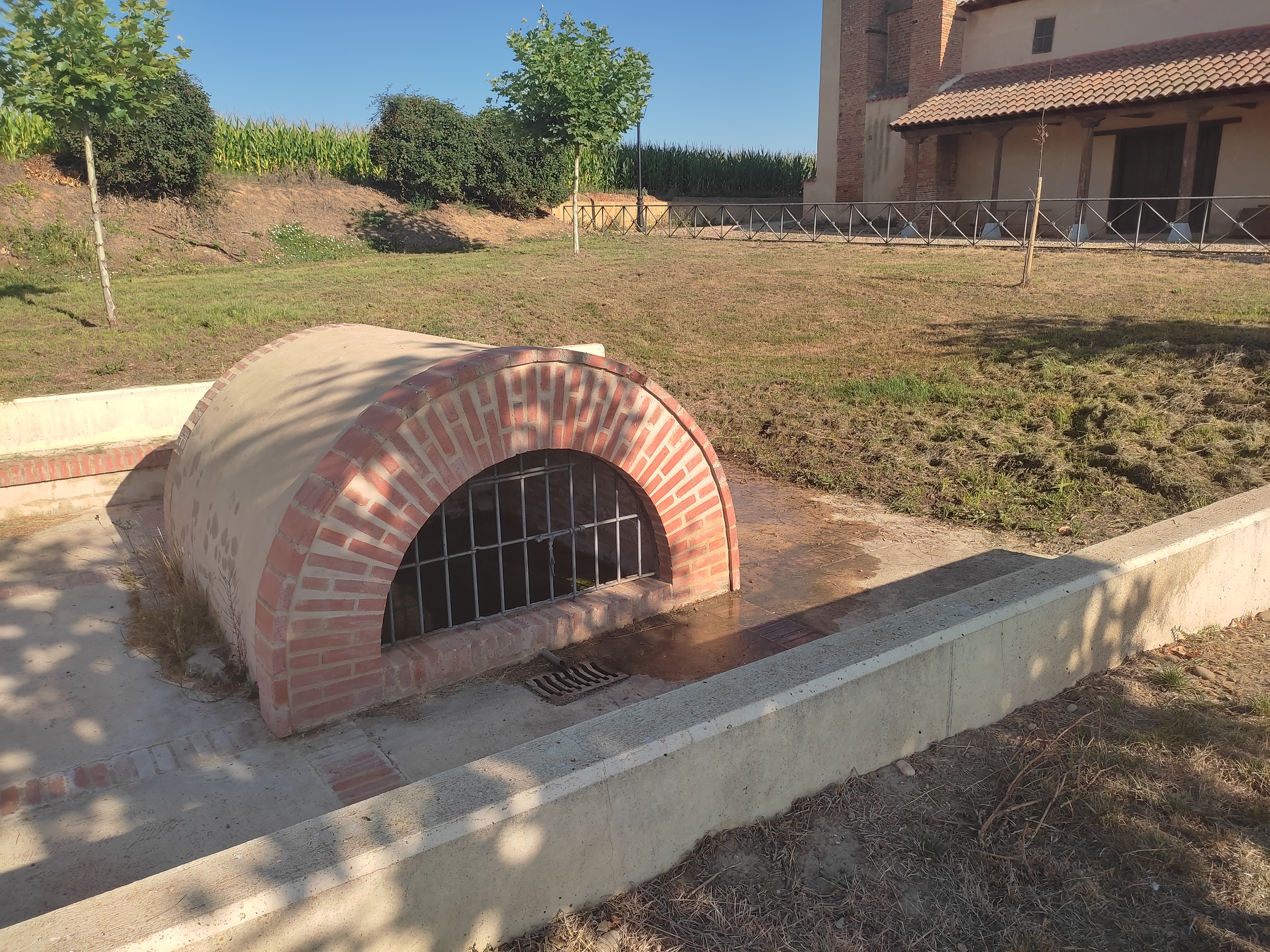
Fuente Milagrosa de la Piedad

A unos metros al sur de la ermita se encuentra la Fuente Milagrosa de la Piedad, construcción comunal tradicional del siglo xviii, restaurada en 2015.